# Ismaël Bouzid
Ismaël Bouzid (arabisch إسماعيل بوزيد; * 21. Juli 1983 in Nancy, Frankreich) ist ein ehemaliger algerischer Fußballspieler und heutiger Trainer, der in Frankreich geboren wurde und dort auch aufwuchs.

## Als Spieler
Der Innenverteidiger begann seine Fußballkarriere in der Jugend von Jarville Jeunesse Foot. 1998 wechselte er dann auf das Fußballinternat des FC Metz. Dort verbrachte er den Großteil seiner Jugend, ehe es ihn 2004 nach Deutschland zum 1. FC Union Berlin zog. 2005 wechselte er dann zum MC Alger. Der Rechtsfuß verweilte auch dort nicht lange. 2006 zog es ihn wieder nach Deutschland, zum 1. FC Kaiserslautern, wo er einen Vertrag bis 2007 unterzeichnete. Wichtige Faktoren für diesen Wechsel waren die Nähe zu seiner Heimatstadt Metz und seinem Jugendfreund Aïmen Demai, der ebenfalls 2006 zum FCK wechselte. Er ist algerischer Nationalspieler. Zur Saison 2007/2008 wechselte er zu Galatasaray Istanbul. Sein erstes Spiel machte er nach einer Auswechslung gegen den FC Sion im UEFA-Pokal. Aufgrund der wenigen Spielen die Bouzid gemacht hatte, löste Galatasaray den Vertrag bereits nach einer Saison wieder auf. Es folgten weitere Stationen bei Troyes AC, MKE Ankaragücü, Heart of Midlothian, PAS Ioannina, Baniyas SC, USM Algier und Kilmarnock FC. Zuletzt spielte er von 2014 bis 2019 für die beiden luxemburgischen Vereine Progres Niederkorn und Swift Hesperingen.

## Als Trainer
Im Herbst 2018 betreute Bouzid interimsmäßig seinen Verein Swift Hesperingen während fünf Spielen, ehe er in der folgenden Saison als Co-Trainer bei Union Titus Petingen arbeitete. Dort wurde er knapp ein Jahr später zum Cheftrainer befördert, belegte aber am Ende der Saison den letzten Tabellenplatz und sein Vertrag wurde nicht verlängert. Anschließend wechselte Bouzid zum Drittligisten FC Steinfort. Am 31. Oktober 2021 gab der eine Klasse höher spielende Verein FC Schifflingen 95 die Verpflichtung Bouzids als neuen Trainer bekannt. Mit dem Klub schaffte er zur Saison 2023/24 zwar den Aufstieg in die BGL Ligue, doch kurz vor Saisonende wurde er auf einem Abstiegsplatz stehend entlassen.

## Erfolge
- Französischer U19-Pokalsieger: 2001
- Algerischer Pokalsieger: 2006
- Türkischer Meister: 2008